# Blerim Destani
Blerim Destani (ur. 12 kwietnia 1981 w Stolbergu) – niemiecki aktor i producent filmowy pochodzenia albańskiego.

## Życiorys

### Wczesne lata
Urodził się w Stolbergu k. Aachen, w rodzinie albańskiej.. Dzieciństwo spędził w macedońskim Tetowie. Odbył studia na wydziałach dramatu w Kolonii i Londynie.

### Kariera
Debiutował przed kamerą w wieku 14 lat, w albańskim filmie telewizyjnym: Atje ku nuk lind dielli (Tam, gdzie słońce nie wschodzi).
W 2004 roku otrzymał pierwszą większą rolę w niemiecko-albańskim serialu Metropolet, gdzie zagrał Beniego, albańskiego chłopca, który porzuca własną rodzinę i przyjaciół, współpracując z gangsterem Musą. Wystąpił potem w filmach: Pragnienie Kosowa (2006) i Czas komety (2007). W dramacie telewizyjnym Sat.1/ORF Nierządnica (Die Wanderhure, 2010) z Alexandrą Neldel, Alexandrem Beyer, Julianem Weigendem, Götzem Otto, Thure Riefensteinem i Danielem Roesnerem pojawił się jako Giso. Wystąpił też gościnnie w serialu RTL Kobra – oddział specjalny (2014, 2015).
Destani ma już za sobą nie tylko doświadczenia aktorskie, ale także pojawił się na planie filmowym jako producent i reżyser. W 2004 współpracował przy produkcji macedońskiego filmu Wielka woda (Големата вода).

## Filmografia

### Filmy fabularne
- 1996: Atje ku nuk lind dielli
- 2005: Metropolet jako Beni
- 2006: Pragnienia Kosowa (Etjet e Kosovës) jako żołnierz UÇK, inwalida wojenny
- 2007: Czas komety (Time of the Comet) jako Shestan
- 2009: Aż po grób (Get Low) jako Gary
- 2009: Dossier K. jako Nazim Tahir
- 2009: Miasto rozstań jako Nikolai
- 2009: Ved verdens ende jako Rudy Huber
- 2010: Nierządnica (Die Wanderhure, TV) jako Giso
- 2011: Pariser Platz - Berlin jako Sebastian
- 2012: Zone stad jako Jorge Arriaga
- 2013: England on my roof jako Bekim
- 2013: Gone back jako Jim
- 2013: Harms jako Türke
- 2013: Amsterdam Express jako Bekim
- 2014: Ein Sommer in Ungarn jako Laszlo
- 2015: Frauen jako Lis
- 2016: Die Informantin jako Erol
- 2016: Spuren der Rache jako Abdellah
- 2016: Out of control
- 2018: Kanun jako Jon
- 2018: Życiowy gracz jako Vlado
- 2019: Blind jako Kadir
- 2019: Der letzte Bulle jako Kadri Hariri
- 2019: Ucieczka przez Piekielną Dolinę jako Fabrizio
- 2019: Zatruta róża jako Lorenzo
- 2020: Cwaniaki z Holywood jako Boris
- 2022: Rebel jako Abu Said Al-Almani
- 2023: Seneka, czyli o powstawaniu trzęsień ziemi jako Piso
- 2024: Das Meer ist der Himmel jako Leon
- 2024: Troubleshooters jako Luan

### Seriale TV
- 2012: Ein Fall für zwei jako Volkan Zubin
- 2014: Kobra – oddział specjalny – odc. Die letzte Nacht jako Emilian Magoci
- 2015: SOKO München jako Ivo Vasić
- 2015: Kobra – oddział specjalny – odc. Vendetta jako Fero Berisha
- 2015: Kobra – oddział specjalny – odc. Przetrwanie (Überleben) jako Torben Pohl
- 2016: Helen Dorn
- 2018: Notruf Hafenkante jako Drażen Kostić
- 2018-2019: 4 Blocks jako Tarik
- 2023: Asbest jako Albańczyk